# Snelfietsroute De Liemers
De snelfietsroute De Liemers is een fietssnelweg in de provincie Gelderland. De route verbindt Arnhem met Zevenaar via Westervoort en Duiven. De naam verwijst naar de Liemers, een streek in Gelderland.
Voor de aanleg van de route werden bestaande fietspaden verbeterd en werd 150 meter aan nieuw fietspad in Zevenaar aangelegd. Ook werd een oude fietsbrug over de Rivierweg in Westervoort vervangen door een moderne. De fietsroute is 11 km lang (voorheen 11,2 km) en kostte 3,2 miljoen euro. De opening vond plaats op 31 maart 2016. Er zijn plannen om de route te verbeteren door bij het kruispunt Zuidsingel in Duiven een fietstunnel te bouwen, maar het is niet bekend wanneer dit gaat gebeuren.
Tussen Zevenaar en Westervoort wordt een nieuwe snelfietsroute (F12) aangelegd die parallel loopt aan snelfietsroute De Liemers op 1 km afstand. De reden om twee snelfietsroutes tussen dezelfde plaatsen te bouwen is dat de routes andere gebieden ontsluiten.

## Tracé
De snelfietsroute De Liemers start bij de berenkuil Airborneplein in Arnhem en komt hier samen met de snelfietsroute Rijnwaalpad. De route loopt door de Arnhemse Broek naar de Johan de Wittlaan. Het fietspad parallel aan deze weg en aan de Oude Zevenaarseweg wordt gevolgd. Vanaf de Zevenaarseweg loopt de route geheel parallel aan het spoor richting Zevenaar. De IJssel wordt overgestoken bij de Brug bij Westervoort. De route gaat langs de treinstations Westervoort, Duiven en Zevenaar. Bij station Westervoort sluit de toekomstige snelfietsroute F12 aan op De Liemers. De route eindigt bij station Zevenaar. Hier sluit de route aan op het fietspad naar Babberich.